# Alt for Norge (sång)
För filmen med samma namn, se Alt for Norge (film).
Alt for Norge var Norges herrlandslag i fotbolls officiella sång vid fotbolls-VM 1994 i USA.
Låten framfördes av Jørn Lande tillsammans med landslaget. Den är skriven av Torstein Flakne och Ivar Dyrhaug.